# Kanton Moncoutant
Der Kanton Moncoutant war bis 2015 ein französischer Wahlkreis im Arrondissement Parthenay, im Département Deux-Sèvres und in der Region Poitou-Charentes; sein Hauptort war Moncoutant. Vertreter im Generalrat des Départements war zuletzt von 1998 bis 2015 Jean-Louis Potiron (DVD).
Der zwölf Gemeinden umfassende Kanton war 230,61 km² groß und hatte 10.556 Einwohner (Stand: 1999).

## Gemeinden
| Gemeinde                  | Einwohner Jahr | Fläche km² | Bevölkerungsdichte | Code INSEE | Postleitzahl |
| ------------------------- | -------------- | ---------- | ------------------ | ---------- | ------------ |
| L’Absie                   | 979 (2013)     | –          | – Einw./km²        | 79001      | 79240        |
| Le Breuil-Bernard         | 498 (2013)     | –          | – Einw./km²        | 79051      | 79320        |
| Chanteloup                | 1.006 (2013)   | –          | – Einw./km²        | 79069      | 79320        |
| La Chapelle-Saint-Étienne | 323 (2013)     | –          | – Einw./km²        | 79075      | 79240        |
| La Chapelle-Saint-Laurent | 1928 (2013)    | –          | – Einw./km²        | 79076      | 79430        |
| Clessé                    | 969 (2013)     | –          | – Einw./km²        | 79094      | 79350        |
| Largeasse                 | 724 (2013)     | –          | – Einw./km²        | 79147      | 79240        |
| Moncoutant                | 3159 (2013)    | –          | – Einw./km²        | 79179      | 79320        |
| Moutiers-sous-Chantemerle | 602 (2013)     | –          | – Einw./km²        | 79188      | 79320        |
| Pugny                     | 229 (2013)     | –          | – Einw./km²        | 79222      | 79320        |
| Saint-Paul-en-Gâtine      | 464 (2013)     | –          | – Einw./km²        | 79286      | 79240        |
| Trayes                    | 138 (2013)     | –          | – Einw./km²        | 79332      | 79240        |